# ماتياس هاينريش
ماتياس هاينريش (بالألمانية: Matthias Heinrich)‏ (و. 1954  م) هو كاهن كاثوليكي، وقاضي ألماني، ولد في برلين.

## مناصب
تولى منصب أسقف كاثوليكي (منذ 19 أبريل 2009)
- أسقف عنواني  [لغات أخرى]‏[1]
- أسقف مساعد  [لغات أخرى]‏[1]

.